# Bilder aus der Wissenschaft
Bilder aus der Wissenschaft war eine Wissenschaftssendung der ARD, die zwischen 1973 und 1993 monatlich auf unterschiedlichen Sendeplätzen ausgestrahlt wurde. Aus der ARD-Senderfamilie wechselten sich der WDR, der NDR und der BR bei der Produktion der Sendung ab.
Ziel der Sendung war es, den Zuschauern auf unterhaltsame Weise über aktuelle Entwicklungen im technisch-wissenschaftlichen Bereich zu informieren und einen generellen Einblick in die Naturwissenschaften zu ermöglichen. Die Vermittlung der Inhalte sollte dabei möglichst allgemeinverständlich erfolgen. Auch dem wissenschaftlichen Laien sollte eine Orientierungshilfe bezüglich Trends und Ergebnissen der modernen Wissenschaften geboten werden.
Die Sendungen trugen Titel wie Plastik, Treibstoff und Waschmittel vom Acker oder Mit Physik und Chemie gegen Tumore.

## Geschichte
Erst neun Jahre nachdem das ZDF 1964 mit der Sendereihe Aus Forschung und Technik ein eigenes Format für die Berichterstattung aus Wissenschaft und Technik präsentiert hatte, startete die ARD mit einer Wissenschaftssendung.  Der Sendeplatz wechselte in der zwanzigjährigen Geschichte einige Male. Anfangs wurde die Sendung alle vier Wochen freitags um 20.15 Uhr ausgestrahlt und wechselte dann im Herbst 1973 auf den Donnerstag. Ende der 1970er-Jahre erhielt sie einen neuen Programmplatz am Mittwoch um 21.45 Uhr. Von den frühen 1980er-Jahren an lief sie immer am Sonntagnachmittag.
Joachim Bublath, Helmut Engelhardt, Albrecht Fölsing, Winfried Göpfert, Detlef Jungjohann, Ekkehard Kloehn, Dieter Klooss, Hans Lechleitner, Holger Meifort, Jean Pütz, Günter Siefarth und Alexander von Cube betreuten die Sendung. Einige der Moderatoren wurden auch durch andere populärwissenschaftliche Formate bekannt. So übernahm beispielsweise Joachim Bublath 1981 die Leitung der ZDF-Redaktion Naturwissenschaft und Technik und konzipierte dort unter anderem die Wissenschaftsshow Knoff-Hoff. Jean Pütz moderierte die Nachfolgesendung zu Bilder aus der Wissenschaft GLOBUS – Forschung und Technik und die Hobbythek.
1993 wurde Bilder aus der Wissenschaft abgesetzt und durch eine neue Wissenschaftssendung ersetzt.